# 乾漆造

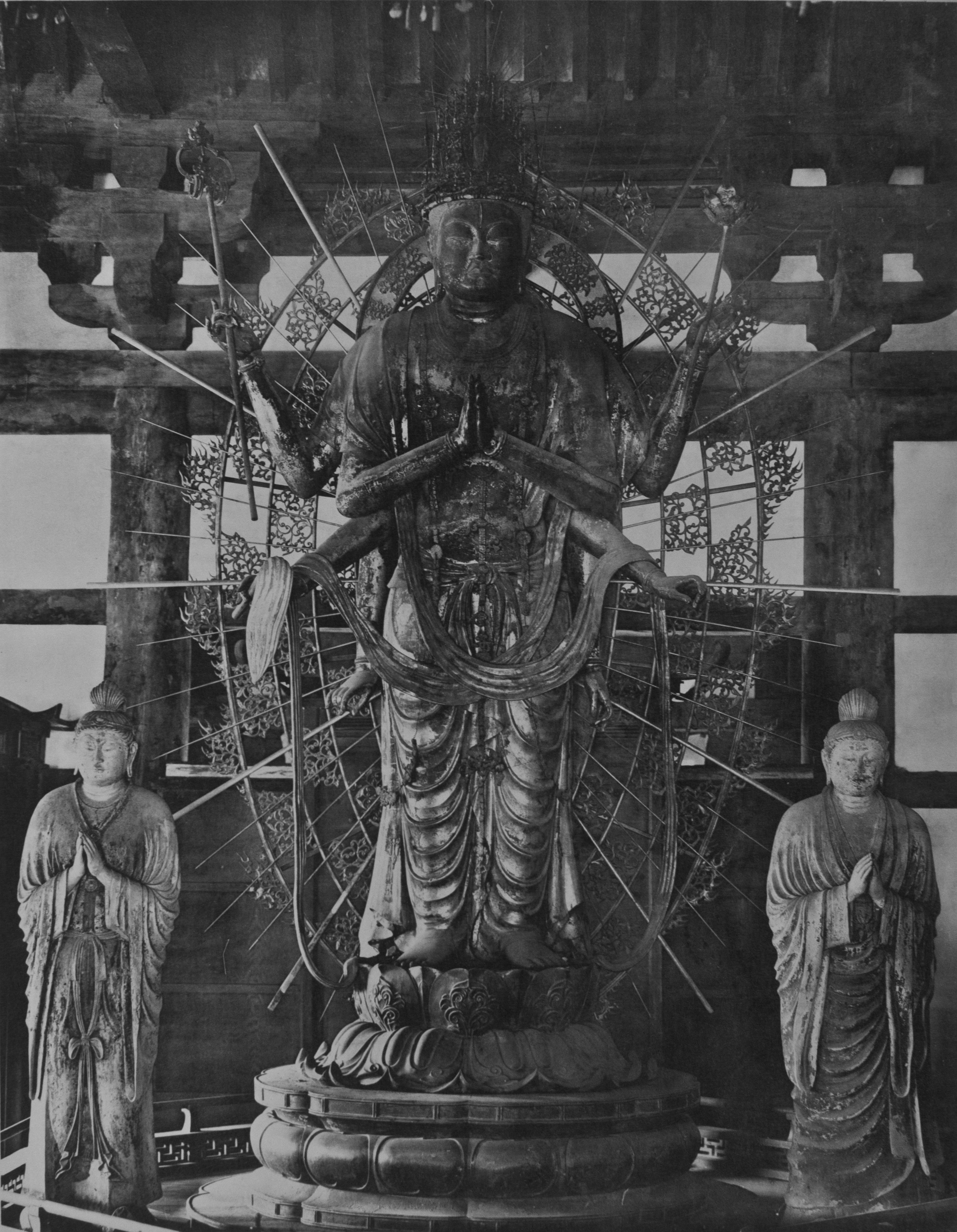
不空羂索観音立像（東大寺法華堂、国宝）

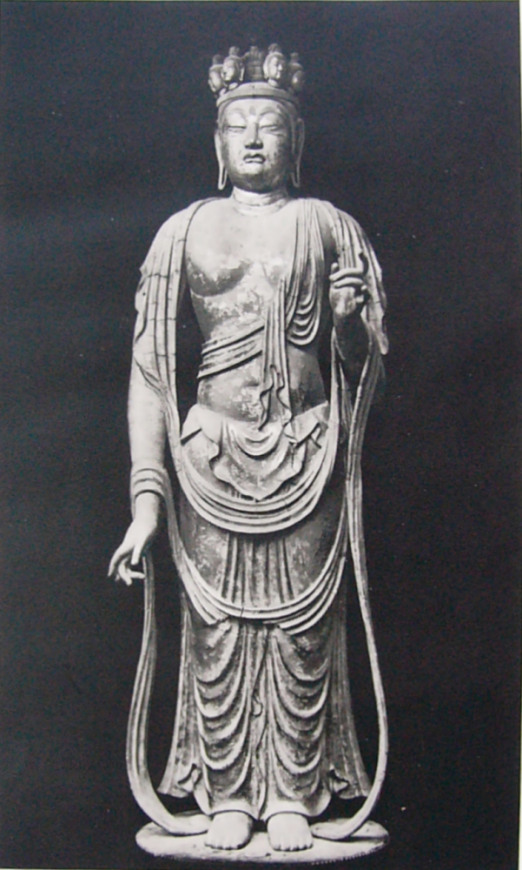
十一面観音立像（聖林寺（奈良）、国宝）

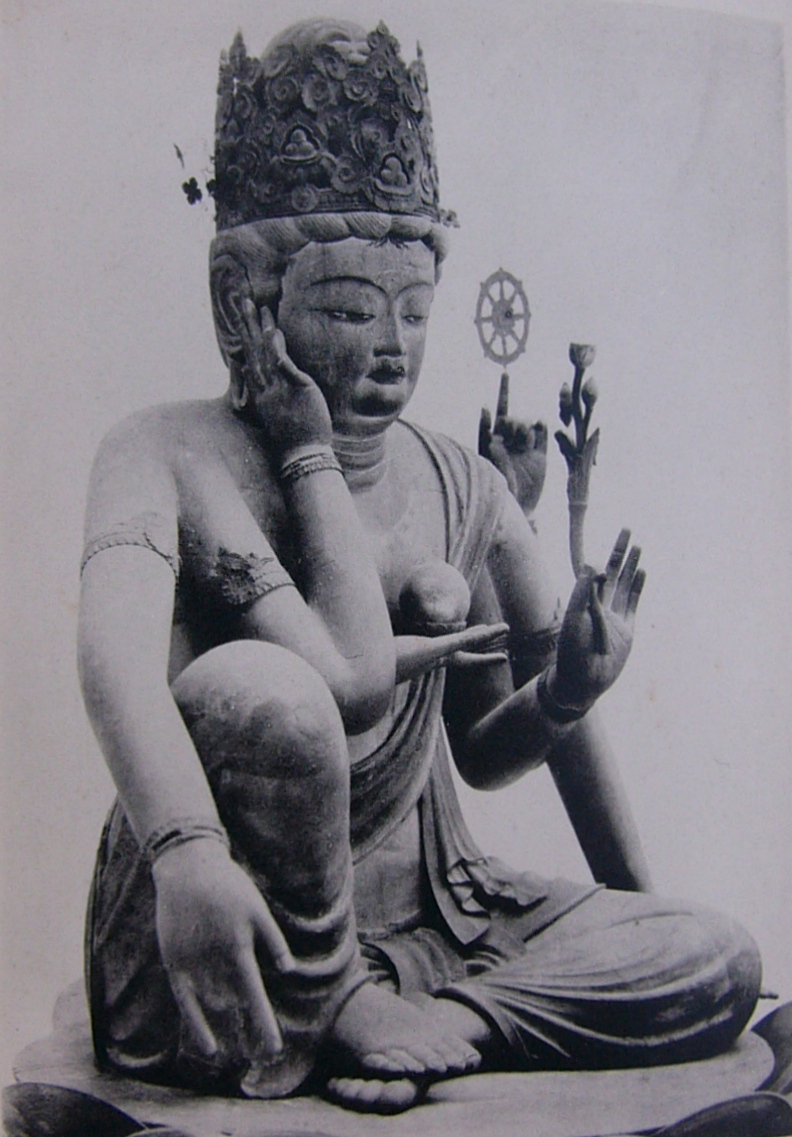
如意輪観音像（観心寺（大阪）、国宝）

乾漆造（かんしつぞう）とは、漆工の技法の一つであり、また東洋における彫像制作の技法の一つである。
麻布や和紙を漆で張り重ねたり、漆と木粉を練り合わせたものを盛り上げて形作る方法である。
源流は中国にあり、中国では「夾紵」（きょうちょ）あるいは「ソク（土偏に「塞」）」と呼ばれた技法である。器物や棺、彫像などの製作にも用いられた。日本では7世紀末から8世紀にかけて仏像の制作に多用されたが、平安時代以降は衰退した。

## 彫像における乾漆造の種類
乾漆造には麻布を1センチほどの厚みに貼り重ねて形成する「脱活乾漆造」と、これを簡略化した技法と思われる「木心乾漆造」がある。

### 脱活乾漆造
制作方法を簡単に説明すると、次の通りである。
まず、木製の芯木で像の骨組みを作り、その上に粘土（塑土）を盛り上げて像の概形を作る。この上に麻布を麦漆で貼り重ねて像の形を作る。麦漆とは漆に麦粉（メリケン粉のようなもの）を混ぜてペースト状にしたもので、接着力が強い。麻布の大きさ、貼り重ねる厚さなどは像によって異なるが、おおむね1センチほどの厚さにする。こうしてできた張り子の像の上に抹香漆（まっこううるし）または木屎漆（こくそうるし）を盛り上げて細部を形作る。抹香漆とは、麦漆にスギ、マツなどの葉の粉末を混ぜたものであり、木屎漆とは麦漆におがくず（ヒノキ材をのこぎりで曳いた際のくず）や紡績くずなどを混ぜたものである。奈良時代には抹香漆、平安時代以降は木屎漆が主に使われた。
なお、像の形が完成した後は、背面などの目立たない部分を切開して中味の塑土を掻き出し、補強と型崩れ防止のために内部に木枠を組む。
この技法による像は、東大寺法華堂（三月堂）、興福寺、唐招提寺などに現存し、日本彫刻史上著名な作品が多く含まれる。しかし、高価な漆を大量に用いる上、制作にも手間がかかるため、平安時代以降はほとんど作られなくなった。奈良・當麻寺（たいまでら）金堂の四天王立像は、破損甚大ながら、日本における脱活乾漆像の最古例と見なされる。

### 木心乾漆造
像の概形を木彫で作り、この上に麻布を貼り、抹香漆または木屎漆を盛り上げて完成させる像である。脱活乾漆像が中空の像であるのに対し、木心乾漆像の像内には木心が残ったままであり、麻布もさほど厚くは貼らない。平安時代前期の仏像の中には、木彫り像の一部に木心乾漆技法を併用して表情、装身具などの細部を形作っている例も多く、「木造」か「木心乾漆造」か、機械的に分けるのが困難な場合もある。
脱活乾漆像には乾燥すると収縮し像が痩せる特徴があり、対して木心乾漆造像は痩せが少ないため、ふくよかな像に適していたと考えられる。
木心乾漆造像は原型となる木心の組み方・構造によって以下のように分類される。
木骨木心乾漆造像
脱活乾漆像の麻布に当たる部分を、薄く削った木彫に替えたもの。
木寄せ式木心乾漆造像
木骨木心像の木彫部分を厚めにして強度を持たせ、内部の木心を取り除いたもの。
一木彫木心乾漆造像
木心の部分を一木から削りだしたもの。重量軽減やひび割れ防止のために内刳りを施す例が多い。前の２つの方法は上に塗った漆に木心は隠される前提で作られるが、一木彫像は木像に近く、細部もある程度掘り出され塗られる漆の厚みも薄い。
木体木心乾漆造像
一木彫式を寄せ木で簡便に作ったもの。後世の寄木造ほど組み方に厳密な規則性はない。

## 代表的な作品
- 興福寺 八部衆立像（阿修羅像含む）
- 興福寺 十大弟子立像
- 葛井寺（大阪） 千手観音坐像

### 木心乾漆造の乾漆仏
- 唐招提寺金堂 千手観音立像、薬師如来立像
- 聖林寺（奈良） 十一面観音立像
- 観音寺（京都） 十一面観音立像
- 興福寺北円堂 四天王立像

### 木彫に木心乾漆技法併用の乾漆仏
- 東寺講堂 五大菩薩像
- 観心寺（大阪） 如意輪観音坐像
- 神護寺 五大虚空蔵菩薩坐像